# Roman Borzęcki
Roman Borzęcki (ur. 9 sierpnia 1891 w Warszawie , zm. ?) – pułkownik dyplomowany piechoty Wojska Polskiego, kawaler Orderu Virtuti Militari.

## Życiorys
W czasie I wojny światowej walczył w szeregach armii rosyjskiej, a następnie I Korpusu Polskiego w Rosji.
W czasie wojny z Ukraińcami dowodził batalionem 36 pułku piechoty Legii Akademickiej oraz załogą Bełza.
W 1920 pełnił służbę w dowództwie 17 Dywizji Piechoty. 15 lipca 1920 został zatwierdzony w stopniu majora z dniem 1 kwietnia 1920 roku w „grupie byłych Korpusów Wschodnich i byłej armii rosyjskiej”. 1 czerwca 1921 został oficerem Grodzieńskiego pułku strzelców. W okresie od stycznia do września 1921 kontynuował naukę na I Kursie Normalnym Wyższej Szkoły Wojennej. Po ukończeniu kursu otrzymał tytuł oficera Sztabu Generalnego i przydział do Dowództwa Okręgu Korpusu Nr I w Warszawie. 16 grudnia 1923 roku otrzymał przeniesienie ze stanowiska dyrektora nauk Oficerskiej Szkoły dla Podoficerów w Bydgoszczy do Dowództwa Okręgu Korpusu Nr IV w Łodzi na stanowisko zastępcy szefa sztabu, pozostając oficerem nadetatowym 81 pułku piechoty w Grodnie. 

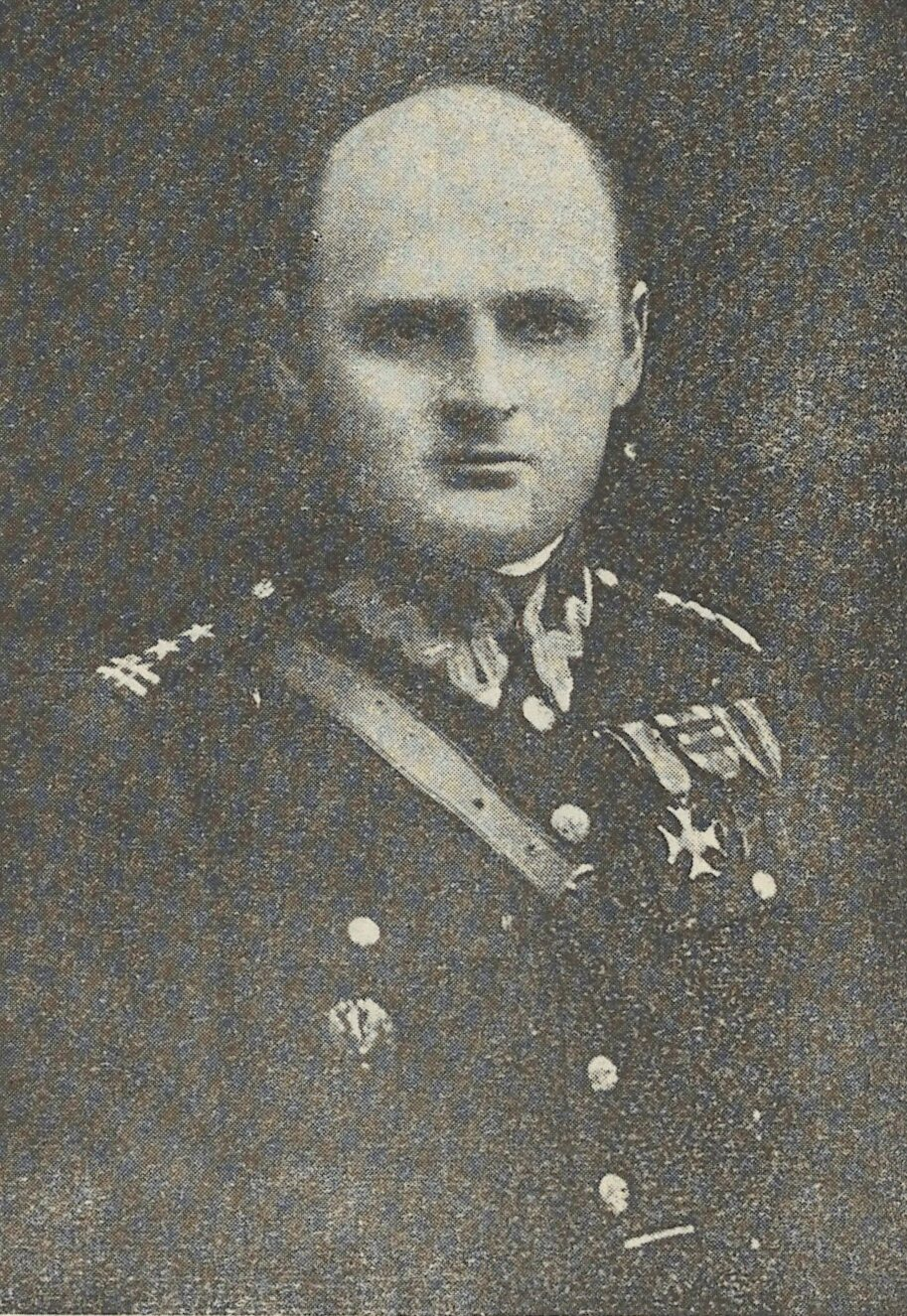
Roman Borzęcki, ppłk

31 marca 1924 został mianowany podpułkownikiem ze starszeństwem z dniem 1 lipca 1923 i 52. lokatą w korpusie oficerów piechoty. W kwietniu 1925 został przydzielony do Oddziału V Sztabu Generalnego na stanowisko pełniącego obowiązki zastępcy szefa oddziału. W sierpniu 1926 został przeniesiony do 71 pułku piechoty w Zambrowie na stanowisko dowódcy pułku. 1 stycznia 1929 został mianowany pułkownikiem ze starszeństwem z dniem 1 stycznia 1929 roku i 5. lokatą w korpusie oficerów piechoty. 27 lutego 1932 został zwolniony ze stanowiska dowódcy pułku i oddany do dyspozycji II wiceministra spraw wojskowych – szefa Administracji Armii z zachowaniem dotychczasowego dodatku służbowego. W 1934 roku został wyznaczony na stanowisko inspektora poborowego w Dowództwie Okręgu Korpusu Nr I w Warszawie. W kwietniu 1935 roku został przeniesiony do Departamentu Uzupełnień Ministerstwa Spraw Wojskowych na stanowisko oficera sztabowego do spraw inspekcji powiatowych komend uzupełnień. Od 5 listopada 1938 pełnił służbę na stanowisku zastępcy szefa Departamentu Uzupełnień MSWojsk. We wrześniu 1939 przedostał się do Rumunii, gdzie był internowany. 14 marca 1941 został przekazany niemieckim władzom wojskowym i osadzony w Oflagu VI E Dorsten. 17 września 1942 został przeniesiony do Oflagu VI B Dössel .

## Ordery i odznaczenia
- Krzyż Srebrny Orderu Wojskowego Virtuti Militari nr 5777 (4 października 1922)[16][17]
- Krzyż Walecznych (trzykrotnie[18], po raz 1 i 2 w 1922[19])
- Złoty Krzyż Zasługi (11 listopada 1937)[20]
- Medal Zwycięstwa („Médaille Interalliée”)[21]

## Formy upamiętnienia
Rondo pułkownika Romana Borzęckiego w Zambrowie. Znajduje się ono na skrzyżowaniu ulic Mazowieckiej i 71 Pułku Piechoty. Obiekt powstał w 2009 r. po przebudowie drogi krajowej nr 66. Nazwę nadano uchwałą nr 201/XL/10 Rady Miasta Zambrów z 31 marca 2010. Oznaczone jest niebieską tabliczką z nazwą i herbem miasta. W okresie letnim zdobi je zawsze dywan kwiatowy różnej kompozycji, zaś w 2012 roku był to napis EURO 2012 z kwiatów w barwach narodowych.